# HMS Thracian (1920)
HMS Thracian (Фракиец) эсминец типа S построенный по заказу Королевского Военно Морского Флота, в годы Первой Мировой войны

## Описание
Эскадренные миноносцы типа S были улучшенными версиями модифицированных кораблей типа R. Водоизмещение: 1092 тонны. Корабли имели общую длину от 276 фут (84,1 м), ширину 26 фут 8 дюймов (8,1 м) и осадку 9 фут (2,7 м). Их приводили в действие две паровые турбины производства шотландской судостроительной компании John Brown & Company. В общей сложности турбины вырабатывали энергию равную 27 000 лошадиных сил (20 000 кВ) . И были способны разогнаться до максимальной скорости равной 67 км/ч. Корабли этого класса управлялись экипажем состоящим из 90 человек включая офицеров.
Thracian (Фракиец) был вооружен тремя 102-мм легкими корабельными пушками и одной 40-мм автоматической зенитной пушкой. Также на корабле присутствовали два двухтрубных торпедных аппарата диаметром 21-дюйм (533 мм) и два однотрубных ТА диаметр которых составлял 18-дюймов (450 мм).

## Строительство и карьера
Строительство HMS Thracian (Фракиец) было утверждено 17 января 1918 года британской судостроительной компанией Hawthorn Leslie and Company, проект запущен 5 марта 1920 года и завершен 1 апреля 1922 года на верфи города Ширнесс Великобритания. Корабль сел на мель 25 декабря 1941 вблизи от административного района Гонконг, и позже был захвачен Императорской армией Японии.